# Белизара
Белизaрa итал. Bellisara је насеље у Италији у округу Сасари, региону Сардинија.
Према процени из 2011. у насељу је живело 37 становника. Насеље се налази на надморској висини од 45 м.